# Eudaphisia longicornis
Eudaphisia longicornis là một loài bọ cánh cứng trong họ Cerambycidae.